# Lotter (Unternehmen)
Die Gebrüder Lotter KG mit Hauptsitz in Ludwigsburg (Baden-Württemberg) ist ein Großhandelsunternehmen in Familienbesitz mit Schwerpunkt auf den Stahlhandel.

## Unternehmen der Lotter-Gruppe
Die Lotter-Gruppe umfasst neben der Gebrüder Lotter KG die Tochterunternehmen Stahlhandel Haug GmbH + Co. KG (Bad Friedrichshall), C. Schrade GmbH (Neckarsulm), Hagelauer Dewald GmbH (Pleidelsheim), Hochberger Stahl-Service GmbH (Pleidelsheim), Industriebau Bönnigheim GmbH + Co KG (Bönnigheim), Dorow und Sohn KG (Oschatz), Lotter Metall GmbH + Co. KG (Borna), Krönlein (Schweinfurt), Weber Stahlhandel GmbH (Rüdesheim), Lotter GmbH (Landau in der Pfalz) sowie Anteile an den Unternehmen Lotter + Liebherr GmbH (Gaggenau) und Plasto Bodenbeläge (Bonn, über Lotter + Liebherr).
Die Gruppe ist im Wesentlichen im Großhandel mit Walzwerkserzeugnissen und verwandten Gütern, mit Eisenwaren, Bauelementen und Werkzeugen, mit Bodenbelägen und mit dem Haustechniksortiment tätig; in diesem Geschäftszweig werden vorwiegend weiterverarbeitende Betriebe beliefert. Hinzu kommen der Großvertrieb von Flüssiggas und in kleinerem Umfang Einzelhandelsgeschäfte mit Haushaltwaren. Ein Unternehmen der Gruppe befasst sich mit dem Stahlbau (Industriebau Bönnigheim). Die Hauptabsatzgebiete befinden sich im Umkreis von 50 – 100 km um die jeweiligen Unternehmens- oder Niederlassungsstandorte, die sich überwiegend in den Bundesländern Baden-Württemberg und Sachsen und angrenzenden Gebieten, aber auch in Bayern, Nordrhein-Westfalen, Hessen und Rheinland-Pfalz befinden. Die Belieferung ab Lager erfolgt größtenteils mit eigenem Fuhrpark.

### Geschichte
Die Geschichte der Firma Gebrüder Lotter beginnt im Jahre 1810, als Christoph Heinrich Lotter (1787–1834) im Haus Körnerstraße 16 in Ludwigsburg eine Konditorei eröffnete. Traditionell gilt das Jahr 1840 als Gründungsjahr des heutigen Unternehmens. Das Jahr 1850 brachte insofern eine Zäsur, als von nun an Eisen und Eisenwaren eine immer größere Bedeutung für die Firma gewannen. Die Zahl der Mitarbeiter stieg von ursprünglich 12 (1908) auf 70 (1927), und schließlich sogar auf 140 Mitarbeiter (1939).
Nach dem Zweiten Weltkrieg beteiligte Johannes Ernst seinen Sohn und seine Töchter an dem bis dahin von ihm allein betriebenen Unternehmen, das seither als Kommanditgesellschaft fortgeführt wird.
Als Johannes Ernst 1970 im Alter von 93 Jahren starb, wurde Theodor Ernst in der Geschäftsführung bereits von seinen Söhnen Helmut und Gerhard unterstützt. 1981 wurde Helmut Ernst als persönlich haftender Gesellschafter in die Familiengesellschaft aufgenommen. In den Folgejahren wurden einige Tochterunternehmen gegründet: 1982 die Industriebau Bönnigheim GmbH + Co. KG mit Sitz in Bönnigheim, 1990 die Dorow & Sohn KG mit Sitz in Oschatz, 1991 die Lotter Metall GmbH + Co.KG mit Sitz in Borna, 2001 die Lotter + Liebherr GmbH mit Sitz in Gaggenau, 2009 die C. Schrade GmbH mit Hauptsitz in Neckarsulm, 2012 die Stahlhandel Haug GmbH + Co. KG mit Sitz in Bad Friedrichshall und zum 1. März 2015 erfolgte die Übernahme der Gesellschaftsanteile (100 %) der Hans Dewald GmbH (Qualitäts- und Blankstahl, Logistik- und Sägedienstleistung) in Pleidelsheim.

### Standorte und Sortimente
- Bad Friedrichshall (Stahlhandel Haug GmbH + Co. KG)
- Bautzen (Flüssiggas Sachsen)
- Borna (Lotter Metall GmbH & Co. KG, Fachgroßhandel)
- Pleidelsheim (Hans Dewald GmbH, Qualitäts-, Blankstahl)
- Frankfurt am Main (Verkaufsbüro Lotter-Kummetat Stahl, Betonstahl, Baustahlmatten, Gitterträger, Spannstahl[4])
- Gaggenau (Betonstahl, Biegebetrieb / Lotter + Liebherr GmbH, Bodenbeläge)
- Glauchau (Betonstahl, Biegebetrieb / Flüssiggas Sachsen)
- Ingersheim (Betonstahl, Schweißtechnik)
- Ludwigsburg (Hauptsitz, Vollsortiment)
- Murr (Gemeinde) (Walzstahl, Brennschneidetechnik)
- Neckarsulm (C. Schrade GmbH, Handel und Dienstleistungen)
- Oschatz (Dorow + Sohn KG, Fachgroßhandel)
- Ulm-Söflingen (Abhollager des Fachhandels für Bedachungen)

Das Unternehmen hat mit dem Standort Ludwigsburg einen Gleisanschluss an der Ludwigsburger Industriebahn. Es ist das letzte Unternehmen, welches mit der Industriebahn dort regelmäßig bedient wird.